# لاندولف الثاني من بينيفينتو
لاندولف الثاني (توفي 961) ويعرف بالأحمر، كان أميرًا لومبادريًا على بينيفينتو وأمير كابوا (باسم لاندولف الرابع) منذ 939 أو 940 حيث ارتبط اسمه باسم والده لاندولف الأول ومن ثم أمه جيما ابنه أثاناسيوس من نابولي.